# Hugo Prevost
Pour les articles homonymes, voir Prevost.
Hugo Prevost, né le 9 septembre 1999 à Grenoble, est un syndicaliste étudiant et homme politique français.
Ancien porte-parole de l'Union étudiante, il est élu député de l'Isère en 2024, sous l'étiquette La France insoumise, en battant l'ancien ministre de la Santé et porte-parole du gouvernement, Olivier Véran. 
Il est exclu du groupe parlementaire de la France insoumise le 8 octobre 2024 pour « des faits graves à caractère sexuel pouvant relever d’infractions pénales, antérieurs à son élection ». Le 9 octobre 2024, il publie sur X un communiqué dans lequel il annonce démissionner de son mandat de député.

## Biographie
Hugo Prevost passe son enfance dans sa ville natale, Grenoble. Il est le fils d'un cadre du bâtiment et d'une ingénieure au CNRS. Il possède des origines espagnoles et revendique l'héritage d'un ancrage à gauche laissé par ses aïeux républicains espagnols réfugiés pour fuir le régime de Francisco Franco.

## Engagement associatif et syndicaliste
Hugo Prevost s'engage politiquement à ses 16 ans contre la « loi travail » au sein de l’Union nationale lycéenne (UNL) à Grenoble, un syndicat lycéen de gauche, au sein duquel il milite pendant cinq ans. Il milite par la suite contre Parcoursup et la privatisation de l’enseignement supérieur.
En 2018, il est élu au Crous de Grenoble pour l'Union nationale des étudiants de France (UNEF).
En 2020, il était bénévole dans le collectif Génération Précarité, association qui organisait des distributions gratuites de produits alimentaires et d'hygiène.
En 2021, alors membre de la direction nationale de L'Alternative, il est élu au CNESER pour l'organisation étudiante[réf. nécessaire].
En 2022, Hugo Prevost entre en master d'économie Analyse et Politique Économiques (APE) à l'université Sorbonne-Paris-Nord. Porte-parole du syndicat Union étudiante à partir d'avril 2023, il participe aux négociations avec la ministre de l'Enseignement supérieur Sylvie Retailleau.

## Parcours politique
En juin 2024, Hugo Prevost, est choisi par l'état-major national de La France insoumise pour représenter le Nouveau Front populaire dans la 1re circonscription de l'Isère. Il est préféré à Salomé Robin, candidate malheureuse LFI-NUPES de 2022, soutenue par les militants locaux, qui deviendra sa suppléante. Au second tour, il est élu avec 42,35 % des voix, battant et succédant ainsi à l'ancien ministre de la Santé Olivier Véran (Ensemble), qui a récolté pour sa part 40,24 % des suffrages. Le troisième candidat Alexandre Lacroix (LR-RN) a obtenu 17,41 % des suffrages exprimés.
Pour son mandat, il souhaite porter en priorité la question de la précarité, avec des mesures comme la revalorisation du SMIC et l'instauration d'une allocation d’autonomie pour les étudiants.

## Accusations de violences sexistes et sexuelles
Le 8 octobre 2024, il est exclu du groupe parlementaire de la France Insoumise pour « des faits graves à caractère sexuel pouvant relever d’infractions pénales, antérieurs à son élection » étalés de 2020 à 2024. Le groupe parlementaire LFI-NFP dit avoir été alerté le 23 septembre par son comité de vigilance contre les violences sexistes et sexuelles (CVSS), avant d'auditionner le député de la 1re circonscription de l'Isère. Par ailleurs, l'Union étudiante, syndicat étudiant dont il a été membre de l'équipe nationale, publie un communiqué le mettant en cause et réclame sa démission immédiate, après avoir transmis un rapport de 17 pages à LFI.  
D'après Mediapart, qui a consulté le rapport de l'Union étudiante, Hugo Prevost faisait régner dans le syndicat une culture viriliste et utilisait le sexisme dans un continuum de contrôle politique, incluant le harcèlement moral, et a également protégé d'autres hommes auteurs de violences sexistes et sexuelles au sein du syndicat. Les témoignages recueillis par Le Dauphiné libéré auprès de syndicalistes étudiants vont dans le même sens, mais insistent plutôt sur le harcèlement moral. Toujours d'après Mediapart, Paul Vannier, député du Val-d'Oise et responsable des élections à LFI, n'a pas donné suite à un signalement fait mi-juin, au moment des négociations pour les investitures du Nouveau Front populaire.
Le 9 octobre 2024, il annonce sa démission de son mandat de député. Sa suppléante, Salomé Robin, avait démissionné peu avant et réclamé sa démission, le poste devenant alors vacant. Des élections législatives partielles sont annoncées dans la première circonscription de l'Isère, auxquelles LFI désigne Lyes Louffok comme candidat. Ce dernier est battu le 19 janvier 2025 par la candidate Renaissance Camille Galliard-Minier, déjà députée de la circonscription entre 2020 et 2022.

## Résultats électoraux

### Élections législatives
| Année | Parti | Parti | Circonscription | 1er tour | 1er tour | 1er tour | 2d tour | 2d tour | 2d tour | Issue |
| Année | Parti | Parti | Circonscription | Voix     | %        | Rang     | Voix    | %       | Rang    | Issue |
| ----- | ----- | ----- | --------------- | -------- | -------- | -------- | ------- | ------- | ------- | ----- |
| 2024  |       | LFI   | 1re de l'Isère  | 25 207   | 40,19    | 1er      | 26 438  | 42,35   | 1er     | Élu   |